# 向阳胡同
向阳胡同，是位于中国北京市西城区中部的一条胡同。现已无存。

## 简介
向阳胡同为曲折走向，东到闹市口南街，中与前老莱街相交，北到西太平街。全长281米，平均宽4米。清朝是老莱街的一部分。1911年之后，老莱街派生为前老莱街、后老莱街、小老莱街，该胡同最小，故称“小老莱街”。抗日战争时期，改名为“朝阳胡同”。据传，日伪北平市商会会长冷家骥的宅第在此（中华人民共和国时期在北京铁路师范校园内），冷家骥忌“小”字，所以改称朝阳胡同。1965年北京市整顿地名时，改名为“向阳胡同”。2000年代拆除，原址建成信达金融中心及其西侧道路。